# 宮城大蔵
宮城 大蔵（みやぎ たいぞう、1968年1月27日 - ）は、日本の政治学者。専門はアジア国際政治史。学位は、博士（法学）（一橋大学）。中央大学法学部教授、上智大学名誉教授。元国家安全保障局顧問。サントリー学芸賞受賞、中曽根康弘賞奨励賞、国際開発研究大来賞受賞。

## 人物・経歴
東京都生まれ。1992年立教大学法学部卒業。立教大学では、北岡伸一に指導を受ける。1992年から1996年までNHK記者、1998年一橋大学大学院法学研究科公法・国際関係専攻修士課程修了、2001年一橋大学大学院法学研究科国際関係専攻博士後期課程修了（指導教授は、石井修 (国際政治学者)）、一橋大学より博士（法学）の学位を取得。
2000年日本学術振興会特別研究員、2001年から2003年まで財団法人日本国際問題研究所客員研究員、2002年から2004年まで立教大学法学部助手、2004年から2005年まで北海道大学大学院法学研究科リサーチ・フェロー、2005年から2006年まで北海道大学大学院法学研究科専任講師、2006年から2009年まで政策研究大学院大学助教授を経て上智大学外国語学部国際関係副専攻准教授、2015年から2022年まで上智大学総合グローバル学部教授。2014年、国家安全保障局顧問。
2023年より、国際政治史の講座の担当として、中央大学法学部教授に着任。同年上智大学名誉教授。
2005年、『戦後アジア秩序の模索と日本』でサントリー学芸賞受賞。また同年第1回中曽根康弘賞奨励賞を受賞。『戦後日本のアジア外交』で、2016年度国際開発研究大来賞受賞。

## 著書
- 『バンドン会議と日本のアジア復帰――アメリカとアジアの狭間で』（草思社, 2001年）
- 『戦後アジア秩序の模索と日本――「海のアジア」の戦後史 1957-1966』（創文社, 2004年）
- 『「海洋国家」日本の戦後史』（筑摩書房〈ちくま新書〉, 2008年／ちくま学芸文庫（増補）, 2017年8月）
- 『現代日本外交史――冷戦後の模索、首相たちの決断』（中央公論新社〈中公新書〉, 2016年10月）

### 編著
- 五百旗頭真共編 『橋本龍太郎外交回顧録』（岩波書店, 2013年）
- 『戦後アジアの形成と日本　歴史のなかの日本政治5』（中央公論新社, 2014年）。北岡伸一監修
- 『戦後日本のアジア外交』（ミネルヴァ書房, 2015年）
- 渡辺豪共著『普天間・辺野古歪められた二〇年』（集英社新書, 2016年）